# Dead Ringers: The Making of Touch of Grey
Dead Ringers: The Making of Touch of Grey je americký dokumentární hudební film o skupině Grateful Dead. Film režíroval Justin Kreutzmann, syn Billa Kreutzmanna, bubeníka skupiny Grateful Dead. Film vyšel na VHS v roce 1987.